# Gambusia eurystoma
Gambusia eurystoma is een zoetwatervis, verwant aan het muskietenvisje, uit de familie Poeciliidae en de orde tandkarpers. Het is inheems in Mexico.
Het visje wordt niet groter dan 3,5 cm.
Er is weinig bekend over deze soort. Volgens de IUCN is er nog maar een zeer kleine populatie (minder dan 250 ex.) van deze vis en wordt de habitat bedreigd, daarom staat deze vis als ernstig bedreigd op de internationale rode lijst.